# Aleksei Melnikov
Aleksei Nikolaevici Melnikov (în rusă Алексей Николаевич Мельников) (n. 23 ianuarie/5 februarie 1900, satul Tarakhny, regiunea Penza, Rusia – d. 17 august 1967, Moscova) a fost un general și politician sovietic, care a îndeplinit funcția de prim-secretar al Comitetului Regional Moldova al Partidului Comunist din Ucraina (1939).

## Biografie
Aleksei Melnikov s-a născut la data de 23 ianuarie/5 februarie 1900 în satul Tarakhny din regiunea Penza (Rusia). În anul 1919 a devenit membru al Partidului Comunist din Rusia (bolșevic). A absolvit cursurile Academiei Militare din Moscova, conduse de mareșalul Kliment Voroșilov. Între anii 1918-1939, și-a desfășurat activitatea în RKKA (Armata Roșie a Muncitorilor și Țăranilor).
Până în februarie 1939 a fost secretar 2 al Comitetului Regional Moldova al Partidului Comunist din Ucraina. În perioada februarie - iunie 1939 a îndeplinit funcția de prim-secretar al Comitetului Regional Moldova al Partidului Comunist din Ucraina, înlocuindu-l în acest post pe Vladimir Borisov. De asemenea, în intervalul 21 martie 1939 - 5 octombrie 1952 a fost membru în Comisia centrală de revizie a Partidului Comunist din Uniunea Sovietică.
După începerea celui de-al doilea război mondial, revine în cadrul armatei. A îndeplinit funcțiile de membru al Consiliului Militar al Regiunii Militare Leningrad (1939 - decembrie 1940) și al Frontului de Nord-Vest (10 ianuarie - 26 martie 1940). În decembrie 1940 este numit locțiitor al comisarului politic pentru Trupele de Tancuri din cadrul Comisariatului Poporului pentru Apărare al URSS.
Îndeplinește apoi funcțiile de comisar politic și membru al Consiliului Militar în următoarele structuri ale Armatei Sovietice: Armata 56 (18 octombrie - decembrie 1941), Armata 28 (septembrie 1942 - mai 1945) și Armata 57 (26 aprilie - mai 1943). La data de 6 decembrie 1942 a fost înaintat la gradul de general-maior (cu o stea).
După război își continuă activitatea în armată, fiind membru al Consiliilor Militare al Regiunii Militare din Caucazul de Nord (1945-1946) și al Regiunii Militare din Uralul de Sud (1946-1953). Generalul Melnikov îndeplinește apoi funcția de șef de departament în cadrul Ministerului Apărării al URSS (1953-1964). În anul 1964 a fost trecut în rezervă. A încetat din viață la data de 17 august 1967, în orașul Moscova.

## Distincții
Ca o apreciere a activității sale din cadrul armatei, generalul Melnikov a primit următoarele distincții:
- 3 Ordine Lenin
- Ordinul "Steaua Roșie"
- Ordinul Suvorov